# Jvke
JVKE, właśc. Jacob Dodge Lawson (ur. 3 marca 2001 w Providence) – amerykański piosenkarz, tekściarz, kompozytor i producent muzyczny.
Karierę muzyczną rozpoczął podczas lockdownu wywołanego pandemią COVID-19, publikując na platformie TikTok nagrania ze skeczami i własnymi piosenkami, m.in. „Upside Down” (2020). Międzynarodową popularność zdobył po wydaniu utworu „Golden Hour” (2022), z którym dotarł do 10. miejsca na amerykańskiej liście przebojów Hot 100 i za którego wysoką sprzedaż w kraju odebrał certyfikat czterokrotnie platynowej płyty. We wrześniu 2022 wydał swój debiutancki album studyjny pt. This Is What Feels Like (Vol. 1–4).

## Dyskografia
Albumy studyjne
- This Is What Feels Like (Vol. 1–4) (2022)